# Powiat sępoleński
Powiat sępoleński – powiat w Polsce (w północno-zachodniej części województwa kujawsko-pomorskiego), utworzony w 1999 roku w ramach reformy administracyjnej. Jego siedzibą jest miasto Sępólno Krajeńskie. Niektóre jednostki organizacyjne powiatu mieszczą się w Kamieniu Krajeńskim i Więcborku.
W skład powiatu wchodzą:
- gminy miejsko-wiejskie: Kamień Krajeński, Sępólno Krajeńskie, Więcbork
- gminy wiejskie: Sośno
- miasta:  Kamień Krajeński,  Sępólno Krajeńskie,  Więcbork

## Demografia
Liczba ludności (dane z 30 czerwca 2005):
|        | Ogółem | Ogółem | Kobiety | Kobiety | Mężczyźni | Mężczyźni |
| osób   | %      | osób   | %       | osób    | %         |           |
| ------ | ------ | ------ | ------- | ------- | --------- | --------- |
| Ogółem | 40 843 | 100    | 20 599  | 50,43   | 20 244    | 49,57     |
| Miasto | 17 251 | 42,24  | 8989    | 22,01   | 8262      | 20,23     |
| Wieś   | 23 592 | 57,76  | 11 610  | 28,43   | 11 982    | 29,34     |

▶Wieś vs ▶miasto
Ogółem (▶k, ▶m)
Miasto (▶k, ▶m)
Wieś (▶k, ▶m)

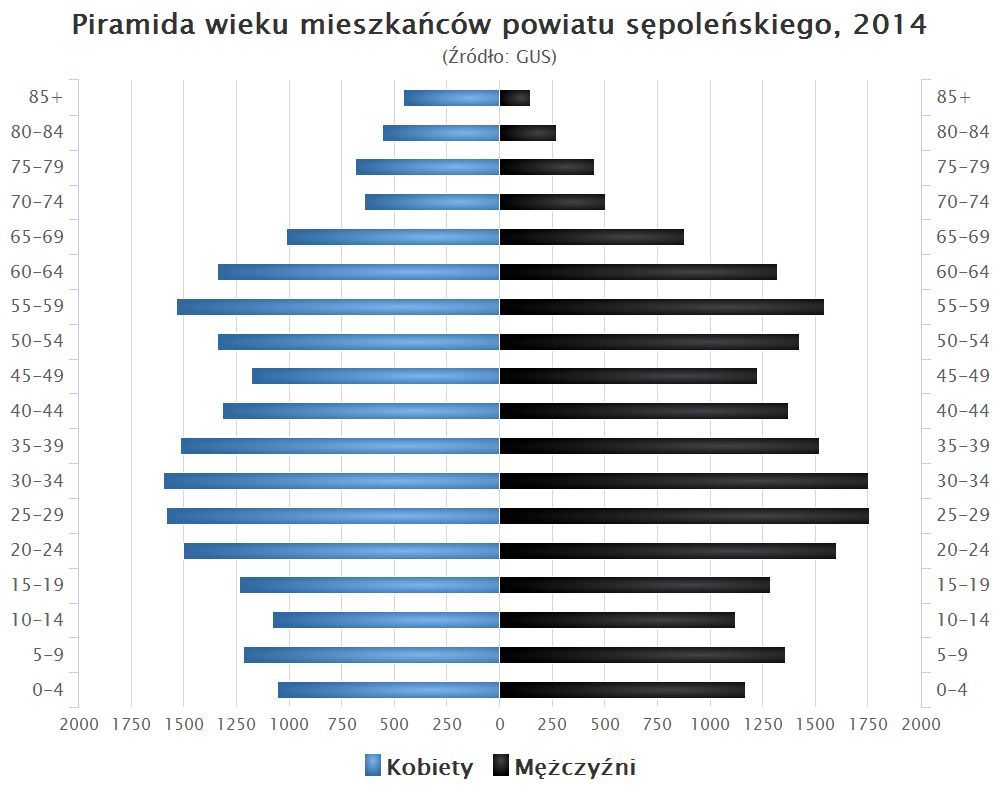
Piramida wieku mieszkańców powiatu sępoleńskiego w 2014 roku

Według danych z 31 grudnia 2019 roku powiat zamieszkiwało 41 056 osób. Natomiast według danych z 30 czerwca 2020 roku powiat zamieszkiwały 40 922 osoby.

## Starostowie sępoleńscy
Na podstawie źródła:
- Henryk Pawlina (10 listopada 1998 – 19 listopada 2002)
- Stanisław Drozdowski (19 listopada 2002 – 28 listopada 2007)
- Henryk Pawlina (28 listopada 2007 – 2 grudnia 2010)
- Tomasz Cyganek (2 grudnia 2010 – 29 stycznia 2014)
- Jarosław Tadych (29 stycznia 2014 – nadal)

## Sąsiednie powiaty
- województwo kujawsko-pomorskie:

 bydgoski,  nakielski,  tucholski
- województwo pomorskie:

 chojnicki,  człuchowski
- województwo wielkopolskie:

 pilski,  złotowski